# Karikatúra

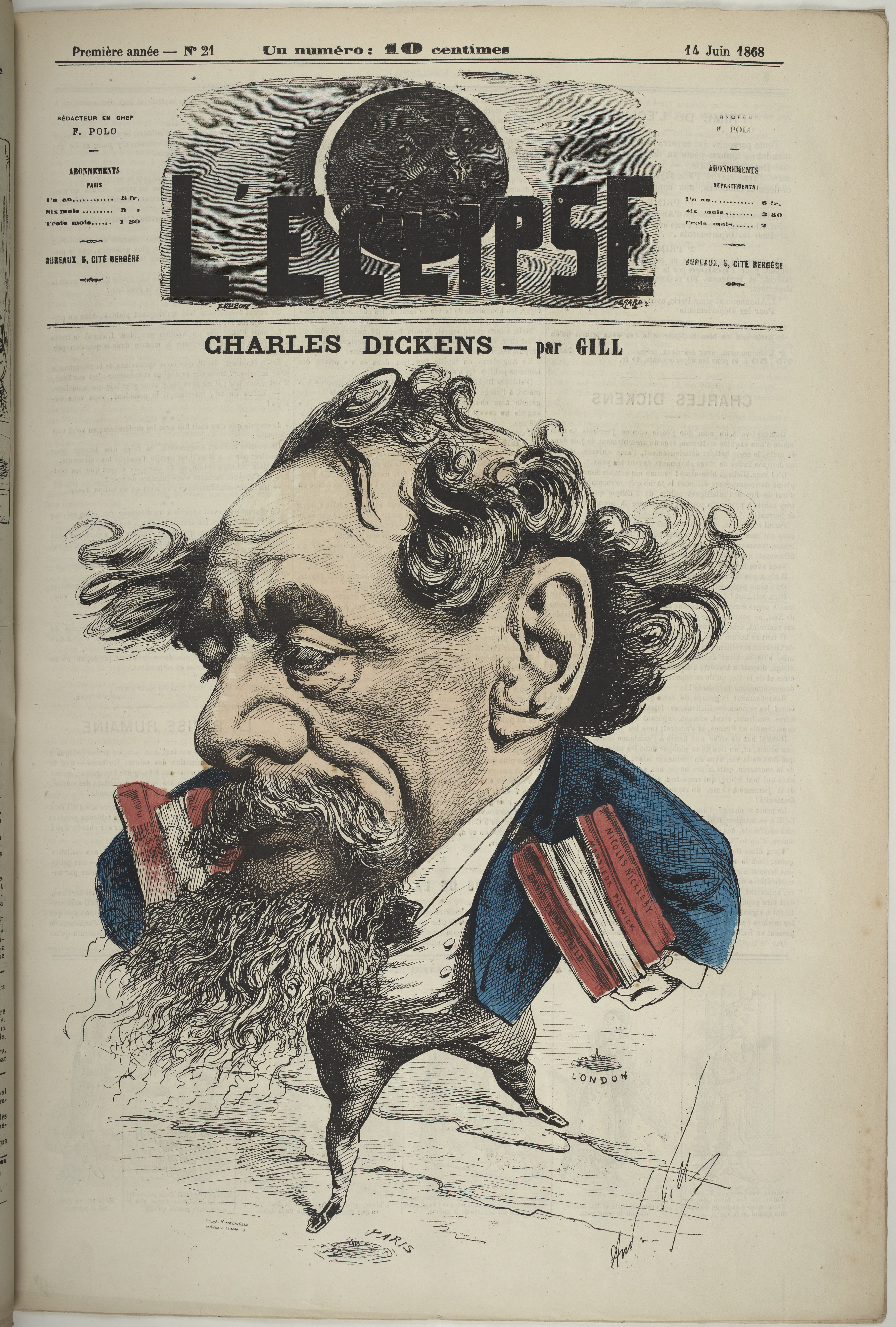
Charles Dickens-karikatúra, André Gill műve

A karikatúra olyan humoros, gúnyos célú képi ábrázolás, főként rajz vagy nyomat (sokszorodított grafikai eljárással készült kép), amely egy ember jellegzetes vonásait vagy valamilyen jelenetet-jelenséget-intézményt, netán fogalmat szándékosan túlzó módon, torzítva, parodisztikus szándékkal mutat be, olykor részletes környezetrajzzal, és/vagy (további) komikus hatást keltő szöveges leírással kísérve. Alapvetően nem narratív műfaj – ellentétben a képregénnyel –, lényege egy jelenség azonnali hatást kiváltó megjelenítése, a pillanatnyi akció, a "minutum művészete". (Egyéb, elavult/régies megnevezései: humoros rajz, torzrajz, torzkép, gúnykép, gúnyoló kép, gúnyrajz, viccrajz.)

## Jellemzői
Lényegi eleme az "elrajzolt", groteszk ábrázolás, mely a fókuszba helyezett személy arcán kívül kiterjedhet az alakjára, hajviseletére, ruházatára, az általa kezelt szerkezetekre, kezében tartott tárgyakra, tágabb környezetére stb. A korai közéleti karikatúrák gyakori sajátossága, hogy a kipécézett (felismerhető arcú) személy nevét nem csupán a rajz címében-kísérőszövegében jelölték meg, de a ruhájukra, kalapjukra, botjukra stb. is ráírták.
A termés kisebb részét teszik ki az arcok és emberi figurák nélküli rajzok, ezen belül leggyakoribbak az állatos karikatúrák – bár ezek nagy része is antropomorf ("emberszabású") szereplőkkel bír: megszólalnak, és/vagy rajzolója pedig vicces szöveggel/képaláírással hangsúlyozza a mondanivalót. De ugyanúgy előfordulnak főszereplőként természeti jelenségek, hétköznapi tárgyak, konyhai eszközök, fegyverek stb. is a karikatúrákon.
Célja az ártatlan szórakoztatáson kívül lehet a kinevettetés, fenyegetés, figyelmeztetés, bírálat és figyelemfelkeltés. A legprimitívebb (akár csúnyaszavas) rajzocskáktól a politikai propagandán és fekete humoron át a szellemes múltidézésig, az intellektuális hangütésig terjedhet a karikatúra hatóköre. Gyakran megbélyegzi az emberi gyarlóságokat vagy valamilyen társadalmi, politikai stb. jelenség sötét/nemkívánatos oldalára világít rá.
Számos irányzata létezik: politikai-közéleti-propaganda, portré-, erotikus, sport-, emlék-esszékarikatúra stb., ezen alműfajok akár keveredhetnek is.
A karikatúra képezte alapra utóbb egyéb műfajok is épültek: az első képregényalkotók is a karikaturisták közül kerültek ki, a későbbiekben számos rajzoló készített trükk-, rajz- és animációs filmeket (a figurák tervezésétől a rendezésig bezárólag), de találkozhatunk munkáikkal a reklámiparban, a tömegmédiában, óriásplakátokon stb.

### Szöveg és rajz/fotó viszonya
A rajzos karikatúra lehet szöveges vagy szöveg nélküli. Utóbbi esetében a megrajzolt figurák, jelenetek, események, helyszínek stb., összességében a kontextus, ill. a részletekben rejlő politikai, kulturális és egyéb utalások adják a szükséges pluszt a képanyag által hordozott üzenet minél teljesebb dekódolásához. Pl. a rajzokon gyakran fölbukkan a stilizált Mona Lisa, amivel a rajzoló remekműre, régi festészetre, vagy épp a művészet összességére, a nőiségre, meg nem értett zsenire etc. utal.
A szöveges karikatúrák készülhetnek címmel vagy cím nélkül: ez esetben a gyengébb alkotások nem sokat érnek, magyarán a komikumot nem a rajz, hanem a cím szövege hordozza. És ugyanez mondható el a képaláírásba sűrített humoros kitételről, melyhez képest a rajz csak afféle melléklet, "illusztráció": a két entitás (rajz és szöveg) közt nincs elengedhetetlen, egymásra utalt és egymást erősítő kapcsolat.
A szöveges karikatúrákon gyakran párbeszédet olvashatunk: lehet (akár többsoros) képaláírás, vagy a rajzba illesztett szóbuborék (vö. képregény) formájában, ritkábban a szereplők szájából "csak úgy kijönnek" a szavak-mondatok, KÖRítés nélkül. És ugyancsak készülhet a rajzba integrált betűsor gépi szedéssel/gépeléssel (olcsóbb megoldás), vagy mívesebben, egyenként megrajzolva. Olykor az is előfordul, hogy a karikatúrák "valós vendégszöveget", pl. újságcikkrészletet tartalmaznak – utóbbi esetben a fotókarikatúra felé tett lépésről beszélhetünk. Ez alapvetően valóságos fotókat, emberi portrékat (vagy olykor állati pofikat, vö. "cukikutyi") alakít át, parodizál (pl. milyen lenne Marx Károly szakáll nélkül, kirúzsozva, vigyorra húzott szájjal, netán fülbevalósan?), helyez más környezetbe – egyfajta grafikai travesztiát képezve. Azonban akad ismert helyszínekkel, ikonikus építményekkel (pl. Országház, Lánchíd) megvalósított fotókarikatúra, melyben a poént nem a szöveg vagy a rajz, hanem alapvetően az eredeti fotó manipulálása, deformálása szolgáltatja.
Előfordulhat, hogy a karikatúra alá-fölé nincs se cím, se képaláírás mellékelve, viszont maga a rajz tartalmaz feliratot, "vendégszöveget", ami nagyban megkönnyíti az értelmezhetőséget (pl. ha egy nagy épületen a "Pláza" rajzolt betűsort látjuk, máris képben lehetünk, mire utal az alkotó: vásárlási láz, fogyasztói társadalom, tömegcsoportosulás, áremelkedés stb.).

### Technikai sajátosságok
Technikailag a 19. századi második harmadáig nem volt könnyű dolguk a művészeknek: a szabadkézi rajzolás nyomán megszületett alkotásokat bonyolult fizikai/kémiai folyamatok keretében lehetett a sajtótermékbe illeszteni – eleinte fametszet, cinkográfia, kőnyomat (litográfia) stb. révén. A fényképészet fejlődése következtében idővel számos képrögzítési eljárás vált elérhetővé. Így a fotómechanikai sokszorosítás a gyorssajtó korában, a 19. század utolsó harmadában a lapok rohamos elterjedésével magával hozta a vizuális anyagok könnyebb-olcsóbb sokszorosítását, s ennek nyomán a képes kiadványok is tömegcikké váltak.
A jelenségnek azonban hátulütője is volt: a "papírfaló nagyüzemi újságok", a tömegkiadványok, ponyvák stb. olcsó és silány alapanyagra dolgoztak, s a korábbi, évszázadok használata során sem roncsolódó (famentes) rongypapír helyett a sokkal gazdaságosabb, facsiszolatból készített savas újságpapír terjedt el, mely sokkal törékenyebb, pár évtized után "beég", elsárgul, végül szétesik. Ennek nyomán régi lapok sora egész egyszerűen elenyészett, szétporlott (még ha meg is maradt valamely háztartásban, családi archívumban), így számtalan periodika csak hiányos évfolyamokkal rendelkezik a különféle közgyűjteményekben. Ennek következménye, hogy a kevésbé jelentős lapokban megjelent karikatúrák nagy része is elérhetetlen. A sajtóba szánt, eredeti rajzok pedig a legritkább esetben maradtak fönn.
A karikatúra kidolgozottsági palettája a legegyszerűbb, "szalvétára vetett" skicctől az egyvonalas bravúrokon, fekete-fehér rajzokon át egészen a grafikusművészek műveit idéző, részletgazdag, gyakran színes alkotásokig terjed. Utóbbi a 20. század elejétől kezdett elterjedni, de jobbára napjainkban is a karikatúrát mint olyat leginkább a fekete-fehér újságrajz fogalma fedi le a közvéleményben.
Külön csoportot képeznek az utcai/rendezvényrajzolók, akik rendelésre, akár ott helyben is képesek bárki arcvonásait ceruzával-krétával-szénnel-tollal "karikaturizálni" (a 2010-es évektől kezdve akár számítógépen alkotva meg a portrékarikatúrát, ott helyben kinyomtatva).
A nyomtatott sajtó korában a leggyakoribb előfordulási helye a vicclapok közege, de számos periodikában (napilap, folyóirat, kalendárium etc.) elszórtan, vagy külön rovatban kaptak helyet a karikatúrák. Az elektronikus/internetes sajtó korában elhelyezésük köre kiszélesedett, az alkalmi (illusztrációs, tanító jellegű) átvételektől a "tömény tematikus" rajzgyűjteményekig számtalan helyen fölbukkanhatnak.
Napjainkban pedig már grafikai programok segítik a "karikatúragyártó" próbálkozásokat. Így az (interneten föllelt fotók) kiemelése, manipulálása, torzítása, színezése, rajzhatású küllemre való átképzése a korábbiakban elképzelhetetlen technikai lehetőségek arzenáljával támogatják a mai kor (amatőr) "művészeit".

## Karikaturisták
Európai előfutárai közül az elsők közt említendő William Hogarth (1697–1764) angol grafikus, festő, rézmetsző, akinek erkölcstelenséget, léhaságot ostorozó, kifigurázó metszetsorozatai igen népszerűek voltak a 18. századi Angliában.
A svájci Rodolphe Töpffer (1799–1846) grafikus, karikaturista rajzsorozatait tekinthetjük az európai képregény első fecskéinek – vagy legalábbis a mai értelemben vett műfaj számos sajátosságát ő találta ki.
Vitán fölül áll, hogy a francia Honoré Daumier (1808–1879) 1830-as évektől közreadott karikatúrái, szatirikus litográfia-sorozatai meghatározónak bizonyultak a műfaj fejlődését illetően. A papírra vetett alkotásokon túl színes festmények is kerültek ki kezei közül, ill. szatirikus szobrokat is készített. A megfeszített munka végül oda vezetett, hogy élete vége felé szó szerint majdnem belevakult a rajzolásba.
Német földön Wilhelm Busché (1832–1908) az érdem: hosszú élete során tízezerszám alkotta meg karikatúráit, verses rigmusaival kísért szatirikus-képes művei a komikumon túl olykor éles társadalmi bírálatba is átcsaptak, így egynémely (egyházellenes) művét be is tiltották. És ezen verses rajzsorozatokban érhetjük tetten a modern képregény kialakulását is.
A karikaturisták többsége autonóm alkotói öntudattal rendelkezett, ennek nyomán – amennyiben közreadói engedték – a legtöbb rajzot szignózva, aláírva adták közre (a festményekhez hasonlóan), vagy a kiadvány külön feltüntette, ki az illusztrátora. Ugyanakkor gyakran előfordult, hogy az alkalmazott grafika területén is nyomot hagytak: terveztek utcai plakátokat, készítettek könyvillusztrációkat, reklámrajzokat, hirdetéseket stb., utóbbiak esetében gyakran névtelenül. Az esetek egy részében, elsősorban a politikai karikatúra, pamfletekbe illesztett rajzok terén, szinte törvényszerű, hogy az alkotók tudatosan választják a névtelenséget (vagy álnevet használnak).
A 20. században gyakori volt, hogy a "karikatúratermelők" ebből éltek, szinte csak újságrajzolással foglalkoztak. Sokan közülük autodidakták voltak, azonban gyakorta képzett (festőakadémiát, főiskolát végzett) művészek is akadtak soraikban, akik a képzőművészet több ágában is jeleskedtek. Ám az elmúlt évtizedekben egyre gyakrabban előfordul, hogy a karikaturisták efféle hobbi gyanánt rajzolnak, nem megélhetés céljából; egyes szubkultúrák is kitermelték a maguk (alkalmi) karikaturistáit.

## Magyarországon
Magyarországon a rajzolt karikatúra – korabeli szóhasználat szerint – élclapokban bukkant föl a 19. század közepétől kezdve. Emellett jóval később megjelent az utcai változat is, az úgynevezett élő-karikatúra. Ez a jelenség manapság már egyre inkább kihalófélben van.
A legelső magyar karikatúrákat közlő lap a Lauka Gusztáv szerkesztésében megjelent, Szerelmey Miklós (1803–1875) által telerajzol Charivari (jelentése szerint: macskazene), alcíme szerint Dongó volt. A forradalom és szabadságharc idején szabálytalan (jobbára párnapos) időközökben megjelenő élclap 1848 nyarától azév őszéig 25 lapszámot ért meg. A korabeli aktualitások, érintett ügyek, visszásságok, utalások nagy része ma már csak "lábjegyzetelve" érthető, ugyanakkor számos karikatúrát is közölt, Szerelmey groteszk tehetségét dicsérve.
A lap fejléce, ill. maga a címet adó 11 betű is csupa groteszk, afféle karneváli, fura öltözékű, vagy épp kifacsart testhelyzetű figurából áll (ördög, bolond, madárlábú emberke etc., némelyik egyenest középkori kódexek szörnyalakjait, margóra vetett groteszk skicceit, iniciáléit idézi). A középső, legnagyobb alak tükröt tart, melyben egy másik saját, elváltoztatott arcára ismerhet – talán nem véletlenül (a karikatúra egyik lehetséges funkcióját kiemelendő, vö. görbe tükör).
A Monarchia idején, a 2 világháború között, ill. 1945 után pár évig számos humoros lap jelent meg idehaza, az újságrajzolók, karikaturisták folyamatosan és változatosan dolgoztak. A Horthy-korszak egyik "nagyágyúja" Gáspár Antal (1889–1959), aki még az 1. világháború előtt, középiskolásként kezdett rajzolni, de igazi fénykora az 1930-as évekre tehető. Bravúros, könnyed technika, szociális érzékenység, a közélet iránti elkötelezettség vezette rajzeszközeit. Kaján Tibor (1921–2016), a magyar karikatúraművészek egyik nagymestere is őt vallotta mesterének.
Ekkoriban jöttek divatba a városi vezetéseket, jelentősebb testületeket karikatúra-albumokban megörökítő kiadások. A napilapokon túl a korabeli bulvárlapok (Délibáb, Színházi Élet stb.) is rendszeresen közöltek karikatúrákat.
A világháború utáni koalíciós években több humorlap jelent meg (Pesti Izé, Szabad Száj), kalendáriumok és egyéb, alkalmi kiadványok jobbára megkötöttségek nélkül, akár erotikába hajló rajzok sorát is közölték. Majd a Rákosi-kor beköszöntével mindennek egy csapásra vége szakadt.
Ritka, alkalmi kivétektől eltekintve a szocializmus idején az 1945-ben alapított (és 1992-ben megszűnt) Ludas Matyi hetilap ("a legolvasmányosabb pártújság") volt az egyetlen ilyen műfajú orgánum. Az 1950-es évek rémes, sematikus, politikában tobzódó, direkt propagandát, "keményvonalas agitprop-felhorgadást" jócskán öklendező "humora" a hanyatló Nyugatot, a terményrejtegető kulákot, az üzemi szarkát, vagy épp Lógós Lalit ostorozta, tobzódtunk a mindenütt jelen lévő kémek, a sztahanovista versenyt szabotáló, termelést visszafogó retrográd munkások, az előző korszak úri népsége által képviselt maradi életszemlélet, a népbutító, békepapságot elutasító "klerikális reakció", a békekölcsön-jegyzést elkerülő paraszt stb. szájbarágós kritikájában, ekkor képbe került "Titó, a láncos kutya", de a pixisből kiesett magyar vezetők (Nagy Imre-klikk) is megkapták a magukét. És a karikatúrák többségéhez hasonlóan a vicclapban megjelent szövegek, humoreszkek, krokik, híradások stb. is ebben a szellemben íródtak. Mindezt részben szovjet minták, az ottani, hasonló tematikájú Krokogyil nyomán.
1956 után a kultúrpolitika terén enyhült a helyzet, a régi keményvonalas humoristák, rajzolók többsége háttérbe vonult, vagy más fontos posztot foglalt el. Az 1960-as évektől pedig a karikaturisták újabb generációja (Balázs-Piri Balázs, Barát József, Brenner György, Hegedűs István, Krenner István, Lehoczki István, Sajdik Ferenc, Várnai György stb.) immáron vállalható szellemiségű, a többnyire politikafüggetlen alkotásokkal töltötték meg a Ludas Matyi oldalait, amely fénykorában (Tabi László, ill. Árkus József főszerkesztői periódusa alatt), hetente mintegy félmilliós példányszámmal büszkélkedhetett.

### Jankó János, az alapító atya
A forradalom leverése után, az osztrák abszolutizmus keretei között a Charivari korai és elszigetelt próbálkozásnak bizonyult. Ezért későbbi születése dacára a magyar karikaturisták doyenjét Jankó Jánosban (1833–1896) tisztelhetjük. Rajzai számát mintegy 70.000-re(!) becsülik, a politikai csatározások napi színterében pártállástól függetlenül mindegyik oldal/sajtóorgánum igénybe vette gyorsaságát-tehetségét. Első munkáit Jókai Mór (aki Jankó násznagya, házassági tanúja is volt) a Nagy Tükör c. élclapjában adta közre 1858-ban – ekkor még a nagy mesemondó előrajzolt Jankónak, s ő a skiccek alapján dolgozta ki részletesen "caricaturáit" (ezek többsége a lapban szignó nélküli rajz). A Nagy Tükör szöveges anyaga leginkább az olvasók által beküldött anyagokra, adomákra épült. Fejlécén egy sejtelmes, köpönyegbe burkolódzó alak látható: ember nagyságú tükröt tart a korabeli társadalmat jelképező, fél tucat alaknak (pipás paraszt, úrinő, cilinderes ficsúr stb.), akik a tükörbe pillantva állatfiguraként látják magukat viszont. (Ebben is egyértelműen az évtizeddel korábbi Charivari szellemiségének folytatója.)
Jankó János (robotba oltott) fénykora 1866-ban kezdődött, miután 2 év bécsi festőakadémiai tanulást követően visszatért Pestre. Életpályája második felében, az 1860-as évektől mintegy 2 évtizeden át szó szerint telerajzolta a magyar (humoros) sajtó jelentős részét, így az általa igazán vágyott életkép-festészetre alig maradt ideje. Ritka példaként, de (meg nem nevezve az új műfajt) az első magyar képregényeket is neki köszönhetjük. Mindebben mestere a német (alsó-szászországi) Wilhelm Busch (1832–1908) volt: bőven merített tematikájából, de olykor rajzstílusát is utánozta-követte.

### Irodalmi vonatkozások
A humortól elválaszthatatlan eszmekörű karikatúrát idestova több mint egy évszázada, az 1900-as évektől átvitt értelemben is használják a közbeszédben, mintegy az "irodalmi paródia" fogalmát lefedve. Legnevezetesebb e téren Karinthy Frigyes 1912-es Így írtok ti c. kötete, melyben a magyar és világirodalmat parodizálja, alcíme szerint: "Irodalmi karrikaturák". De már évtizedekkel korábban is használták metaforikusan, irodalmi közegre vonatkoztatva a carricaturát, ill. a 19. század is bőven szolgáltatott "műferdítéseket és poétai rugamokat".
A háború után Darvas Szilárd A csodálatos papagálya (1947) folytatta a Karinthy-féle vonalat (irodalmi karikatúrák), az 1960-as években Benjámin László adott közre hasonló (al)című antológiát, Timár György (a nevezetes Nevető lexikon szerzője, ill. önnön agyrémszótárának közreadója) pedig egyenest "karinthkatúrákat" jelentetett meg 2 alkalommal, de ismerünk Babérköszörű című kötetet is stb.

## A karikatúra társadalmi hatásai
"Egy kép többet mond száz szónál" – hangzik a jól ismert szállóige, s ez a karikatúrára fokozottan érvényes. Az európai műveltségben mindig is előkelő helyet foglalt el a kép, gyakran nagyobb becse volt, mint a betűnek/írásjelnek. A "grafikai elem" nem csupán ritkább, de nehezebben is előállítható, "macerásabb" szellemi termék volt – a sokszorosításról nem is szólva. Így pl. a 19. századi népies/vallásos ponyvák vásárlóit, az alsóbb néposztályokat gyakran efféle "reklámszlogenek" csábították a címlapokon: "7 szép képpel", "számos rajzzal" stb. S a naiv rajzolatok valóban betöltötték funkciójukat: tematikájukban, kidolgozottsági színvonalukban illeszkedtek a ponyvafüzetkék beltartalmi szövegeihez, passzoltak a textusok lelkületéhez.
A polgári (sajtó)nyilvánosság kiteljesedésével párhuzamosan, a 19. század utolsó harmadában a gyorssajtó, a rotációs eljárások, a nagy teljesítményű nyomdagépek valósággal forradalmasították a tömegmédiát – immáron nem lett "luxuscikk" a kép-grafika-rajz, és a polgári, vagy épp falusi otthonok falait (akár mindmáig terjedően) tetszetős-mutatós, gyakran színes nyomatok díszítették (mindezek sajátos, olykor karikatúrába átmenő változata a hazai falvédő-kultúra). Azonban napjainkban is előfordul, hogy bulvársajtó sok karikatúrát, hírességek fotóit (vö. pucérkodás), vagy épp képregényt tartalmazó lapszámait elteszik, míg a többit kidobják, eltüzelik.
Fentiekből is következik, hogy a 19. századi európai olvasó, "médiafogyasztó" nagyobb figyelemmel fordult a képes ábrázolások felé – pláne, ha azok valami kényes témát pedzegettek (vö. tiltott gyümölcs-effektus). Ennek köszönhetően a gúnyrajzok, vagy épp intellektuális karikatúrák alkalmanként nagy hatást tudtak gyakorolni az emberekre, olykor a társadalom egészét beleértve. Ennek nyomán aztán azóta se szeri, se száma nem volt a sajtópereknek, szabálysértéseknek, a megsértett nevezetesség-arisztokrata bosszújának, újságírók/rajzolók megveretésének, önbíráskodásnak. Komolyabb esetben, ha jogi útra terelték az ügyet, a sajtóvétségnek büntetés is lehetett a vége – így pl. Daumier 1833-ban börtönbüntetést is szenvedett I. Lajos Fülöp francia uralkodót (a "polgárkirályt") gúnyoló kőnyomatos rajzáért. De előfordult, hogy egész lapszámokat tiltottak/zúztak be egy-egy karikatúra miatt.
A háborúk, forradalmak vagy épp városi harcok idején megjelenő politikai röplapok, alkalmi újságok is gyakran tartalmaznak karikatúrát. A mozgósításon, az igaz ügy és a mozgalom jelszavainak népszerűsítésén, az ellenség hergelésén/lejáratásán túl fontos lélektani szerepe is van: a humor révén feszültség-levezető, feloldó funkciót is betölt (vö. kiereszteni a gőzt a palackból). De persze nem minden karikatúra bír mozgósító erővel: a termés java leginkább a szórakoztatást szolgálja, vagy napi ügyeket kommentál ártatlanul, afféle vizuális bökversek feladatát ellátva – utóbbiak utalásait olykor már a megjelenés után pár hónappal sem érti az olvasó.
A "karikatúra-kritika" szélsőséges, tucatnyi halálos áldozattal járó példája a 2015-ös év eleji párizsi Charlie Hebdo-ügy. A francia szatirikus hetilap Mohamed-karikatúráin felháborodó iszlám fanatikusok törtek be az – olykor durva, a politikai korrektséget messze hanyagoló, mindenféle vallási érzületet gúnyoló – szerkesztőség épületébe, és az értekezlet résztvevői, ill. az útjukba akadók közt lőfegyverekkel vérfürdőt rendeztek. A terrortámadásnak 5 karikaturista is áldozatul esett. A tettesek menekülés közben túszokat ejtettek, ennek révén újabb halottakkal gyarapítva a veszteséglistát. Végül a hatóság levadászta mindhárom támadót (a végeredmény: 20 fő, az elkövetőket is beleértve). Az incidens azonban épp ellenkező hatást ért el: a csőd szélén álló, a bezárás határán lévő lap iránt óriási érdeklődés támadt, példányszáma és előfizetőik megsokszorozódott, napjainkban is működik. A terrortámadás nyomán pedig a vallási fundamentalizmust elítélő Je suis Charlie jelszó világszerte elterjedt, a megtámadott szerkesztőséggel vállalt szolidaritás, a vallási szélsőségekkel való szembenállás jelképeként.

## Múzeumok, gyűjtemények
Az 1937-ben alapított németországi Wilhelm Busch Múzeum a háborús károk nyomán 1950-től ismét működik Hannoverben, a névadó teljes életművének bemutatásán túl kiállításain a karikatúra több száz éves történetével is megismerteti látogatóit.
Varsóban is működik karikatúra-múzeum: Museum of Caricature (Muzeum Karykatury), melyet 1978-ban Eryk Lipiński lengyel karikaturista, író, humorista alapított.
Mexikóváros történelmi központjában 1987-ben nyílott karikatúramúzeum: Museo de la Caricatura (a 2020-as években felújítás miatt zárva).
Frankfurtban (gyűjteményi előzmények után) 2008-tól működik önálló intézményként a Caricatura Museum Frankfurt – Museum für Komische Kunst.